# 埃尔德斯堡 (马里兰州)
埃尔德斯堡（英語：Eldersburg）为美国马里兰州卡洛尔县的非建制社区及普查规定居民点，根据2010年人口普查结果显示，该地人口为30,531人。

## 历史
埃尔德斯堡得名于约翰·埃尔德，此人获得了英国国王的赠地许可。自1850年4月起，该县由安妮阿伦德尔县提供邮政服务，此地当时被命名为“Eldersburgh”。1851年，霍华德县设立，该地的邮政业务于1871年10月28日起开始由卡洛尔县提供，其名称仍为“Eldersburgh”不变。不过到了1894年12月，该地被更名为“Eldersburg”。位于此地的摩西·布朗之家在1980年被列入国家史迹名录，而卫斯理礼拜堂卫理公会主教教堂则于1984年进入此项名录。